# Sander Helven
Sander Helven (Hasselt, Limburg, 30 de maig de 1990) és un ciclista belga, que fou professional del 2011 al 2016.

## Palmarès
- 2012
  - 1r l'Omloop Het Nieuwsblad sub-23
  - 1r la Romsée-Stavelot-Romsée
- 2014
  - Vencedor d'una etapa a l'Étoile de Bessèges